# تاکسی شماره ۹۲۱۱
تاکسی شماره ۹۲۱۱ (به هندی: Taxi No. 9211) فیلمی است محصول سال ۲۰۰۶ و به کارگردانی میلان لوتیرا است. در این فیلم بازیگرانی همچون نانا پاتیکار، جان آبراهام، سمیرا ردی، سونالی کولکارنی، شیواجی ساتام، سانجی دات، پریانکا چوپرا ایفای نقش کرده‌اند.